# Перша медична допомога

Міжнародний символ першої медичної допомоги

Перша допомога — невідкладні дії та організаційні заходи для збереження життя людини у невідкладному стані та мінімізацію наслідків впливу такого стану на її здоров'я[відсутнє в джерелі]

## Загальні поняття про екстрену медичну допомогу
Поняття про екстренну медичну допомогу в Україні регулюються законом України «Про екстрену медичну допомогу» та законом України «Основи законодавства України про охорону здоров'я»:
Відповідно до них виділяють:
- Першу допомогу — здійснюються на місці події особами, які не мають медичної освіти
- Домедичну допомога — здійснюються на місці події особами, які не мають медичної освіти, але за своїми службовими обов'язками повинні володіти основними практичними навичками з рятування та збереження життя людини, яка перебуває у невідкладному стані, та відповідно до закону зобов'язані здійснювати такі дії та заходи;
- Екстрену медичну допомогу — медичну допомогу, яка полягає у здійсненні медичними працівниками дій для збереження життя людини у невідкладному стані з мінімізацію наслідків впливу такого стану на її здоров'я;[2]
- Медичну допомогу, яка здійснюється лікарем, який має у своєму розпорядженні необхідні інструменти, апарати, медикаменти, кров та кровозамінники та інше.[1]

Першу медичну допомогу потребують особи у невідкладному стані.
Невідкладний стан — це раптове погіршення фізичного або психічного здоров'я, яке становить пряму та невідворотну загрозу життю та здоров'ю людини або оточуючих її людей і виникає внаслідок хвороби, травми, отруєння або інших внутрішніх чи зовнішніх причин;
Нещасним випадком називається ушкодження органів людини або порушення їхньої функції при раптовому впливі навколишнього середовища. Нещасні випадки часто трапляються в умовах, коли немає можливості швидко повідомити про них на станцію швидкої медичної допомоги. У таких обставинах надзвичайно важливого значення набуває перша невідкладна медична допомога, яка повинна бути надана на місці пригоди до прибуття лікаря або доставки постраждалого до лікувального закладу.
При нещасних випадках постраждалі, їхні родичі, сусіди або випадкові свідки нерідко звертаються за допомогою у найближчі медичні заклади (аптека, зубопротезна майстерня, лабораторія, санітарно-епідеміологічна станція (СЕС), дитячий садочок тощо). Медичні працівники цих закладів повинні негайно прийти на допомогу.
Для того щоб вміти кваліфіковано надавати першу невідкладну медичну допомогу при нещасних випадках та раптових захворюваннях, усі медичні працівники повинні чітко знати основні ознаки різних ушкоджень, раптових захворювань, уявляти наскільки небезпечні для постраждалого або хворого можуть бути ці ушкодження або стан.

### Основні групи заходів
Перша допомога включає такі три групи заходів:
1. Негайне припинення впливу зовнішніх ушкоджуючих факторів (електричний струм, висока або низька температура, здавлення вагою) та видалення постраждалого з несприятливих умов, в які він потрапив (витягання з води, з палаючого приміщення, приміщення, де накопичились отруйні гази тощо).
2. Надання першої медичної допомоги постраждалому у залежності від характеру та виду травми, нещасного випадку або раптового стану (зупинка кровотечі, накладання пов'язки на рану, штучне дихання, масаж серця, введення протиотрути та ін.).
3. Організація негайної доставки (транспортування) хворого або постраждалого у лікувальний заклад.

Заходи першої групи скоріше є першою допомогою взагалі, а не медичною допомогою. Її часто надають як взаємо- та самодопомогу, тому що усі розуміють: якщо не витягнути потопаючого з води, не витягнути постраждалого з палаючого приміщення, не звільнити людину з-під завалів, то він загине. Слід підкреслити: чим довший вказаний вплив, тим більш глибоким та важким буде ушкодження. Тому першу допомогу слід починати саме з цих заходів.
Друга група заходів складає вже медичну допомогу. Надати її можуть медичні працівники або особи, що вивчили основні ознаки ушкоджень та спеціальні заходи першої допомоги.
Третя група Велике значення у комплексі заходів першої невідкладної медичної допомоги має найшвидша доставка постраждалого у лікувальний заклад. Транспортувати хворого або постраждалого слід не тільки швидко, але й правильно, тобто у положенні, найбезпечнішому для хворого згідно з характером захворювання або видом травми, наприклад, у положенні на боці — у непритомному стані або при можливому блюванні, при зламаних кістках після створення нерухомості ушкодженому органу тощо.
Найкраще для перевезення постраждалого користуватися спеціалізованим транспортом (санітарна автомашина, санітарний літак). За його відсутності транспортування повинне бути здійснене за допомогою будь-яких доступних у конкретних обставинах засобів пересування. У найнесприятливіших умовах доставка проводиться шляхом перенесення постраждалого на руках, на спеціальних або імпровізованих ношах, брезенті тощо.
Транспортування може тривати від декількох хвилин до декількох годин. Медичний працівник повинен забезпечити правильне перенесення хворого, перекладання його з одного транспортного засобу до іншого, надавати медичну допомогу дорогою до закладу та проводити заходи з попередження ускладнень, які можуть розвинутись при блюванні, порушенні транспортної іммобілізації, переохолодженні, трясці та з інших причин.

### Значення першої медичної допомоги
Значення першої медичної допомоги важко переоцінити. Своєчасне надання та правильне проведення медичної допомоги не тільки рятує життя постраждалому, але й забезпечує подальше успішне лікування хвороби або ушкодження, попереджує розвиток тяжких ускладнень (шок, нагноєння рани, загальне зараження крові), зменшує втрату працездатності.
Будь-який медичний працівник зобов'язаний за першим викликом прийти на допомогу постраждалому на вулиці, у дорозі, громадських місцях, на дому та вміти правильно надати першу медичну допомогу при нещасних випадках та раптових захворюваннях. Медичні працівники, які порушили професійні обов'язки, несуть встановлену законом дисциплінарну відповідальність, якщо ці порушення не призводять до кримінальної відповідальності.

## Станції швидкої медичної допомоги
Для надання першої медичної допомоги створюються спеціальні медичні заклади — станції швидкої допомоги та пункти невідкладної допомоги (травматологічні, стоматологічні та ін.)
Робота станції швидкої допомоги складна та багатогранна. На неї покладено обов'язок надавати першу медичну допомогу при травмах та раптових захворюваннях, доставляти хворих, що потребують невідкладної допомоги, у лікарню, породіль — у пологові будинки. Машини швидкої допомоги зобов'язані безвідмовно виїжджати на будь-який виклик. Лікар або фельдшер швидкої допомоги, що прибув на місце пригоди, надає першу медичну допомогу та забезпечує кваліфіковане транспортування постраждалого або хворого у стаціонар.
На станціях швидкої допомоги є спеціалізовані машини (реанімобілі), які оснащені сучасним обладнанням, що дозволяє надавати висококваліфіковану лікарську першу допомогу. Лікарі та фельдшери, які обслуговують ці машини, якщо необхідно, на місці пригоди, у машині на шляху слідування у стаціонар робить хворому переливання крові або кровозамінників, здійснюють зовнішній масаж серця або штучне дихання за допомогою спеціальних апаратів, дають наркоз, вводять протиотруту та інші лікарські препарати. Оснащення служби швидкої допомоги такими машинами значно покращило надання невідкладної допомоги, зробило її високоефективною.
На станціях швидкої допомоги є спеціальні бригади, які здійснюють кваліфіковане транспортування хворих у стаціонари. Вони виїжджають за викликами лікарів поліклінік, медико-санітарних частин, пунктів невідкладної допомоги до хворих, які знаходяться у цих лікувальних закладах.
У нашій країні створена величезна мережа амбулаторій, поліклінік, медико-санітарних частин та фельдшерсько-акушерських пунктів, які надають і невідкладну допомогу мешканцям відповідного району у денний час. Лікарі поліклінік обслуговують хворих на дому, при виникненні раптового важкого захворювання або нещасного випадку надають їм першу лікарську допомогу, вирішують питання про необхідність госпіталізації, її нагальність та характер транспортування.
В аптеку, лабораторію, стоматологічну поліклініку, СЕС у будь-який момент може звернутися за допомогою постраждалий або раптово захворівший. Тому тут необхідно мати комплект обладнання та медикаментів для надання першої медичної допомоги. У аптечці обов'язково повинні бути розчин перекису водня, спиртовий розчин йоду, нашатирний спирт, знеболюючі (анальгін, амідопирин), засоби, що покращують діяльність серцево-судинної системи (настій валеріани, кофеїн, валідол, нітрогліцерин, кордіамін, папазол), жарознижувальні (ацетилсаліцилова кислота, фенацетін), протимікробні — сульфаніламіди та антибіотики, проносні засоби, кровоспинний джгут, термометр, індивідуальний перев'язувальний пакет, стерильні бинти, вата, шприц.
Найчастіше за першою допомогою звертаються у аптеку, тому усі фармацевти зобов'язані вміти надавати першу медичну допомогу, чітко знати, які медикаменти слід застосовувати при цьому або іншому раптовому захворюванні або нещасному випадку. Набір для першої допомоги у аптеці повинен бути укомплектований додатковими ношами, милицями, стерильним інструментарієм (затискачі, шприці, ножиці), подушкою з киснем, набором лікарських препаратів в ампулах (кофеїн, кордіамін, димедрол, адреналін, атропін, глюкоза, корглікон, промедол, анальгін). Необхідно пам'ятати, що наркотики та сильнодіючі засоби знаходяться на найсуворішому обліку, тому використані лікарські препарати підлягають реєстрації у спеціальному журналі.

## Загальні принципи надання першої допомоги постраждалому в невідкладному стані
Послідовність дій при наданні домедичної допомоги регулюється Наказом Про затвердження порядків надання домедичної допомоги особам при невідкладних станах
Ненадання допомоги особі, яка перебуває в небезпечному для життя стані карається законом згідно статті 136 Кримінального кодексу України
Нещасний випадок, раптове захворювання спостерігаються часто в умовах, коли немає необхідних медичних засобів, перев'язувального матеріалу, належної освітлюваності, помічників, відсутні засоби транспортної іммобілізації. У подібних випадках велике значення набуває зібраність та активність людини, що надає першу допомогу, щоб у міру своїх можливостей зуміти виконати комплекс максимально доступних та доцільних заходів, спрямованих на врятування життя постраждалого або людини, яка раптово захворіла. Для цього необхідне знання ознак ушкоджень та хвороб, принципів надання першої допомоги.

### Виявлення ознак життя та смерті

#### Непритомність
При тяжкій травмі, ураженні електричним струмом, утопленні, ядусі, отруєнні, ряді захворювань людина може знепритомніти (стан, коли постраждалий лежить нерухомо, не відповідає на запитання, не реагує на зовнішні подразники). Непритомність виникає через порушення діяльності головного мозку.
Порушення діяльності головного мозку можливе при:
1. прямому ушкодженні мозку (забиття, струс, розміжчення мозку, крововилив у мозок, електротравма), отруєнні, у тому числі алкоголем, та ін.;
2. порушенні кровопостачання мозку (крововтрата, непритомність, зупинка серця або тяжке порушення його діяльності);
3. припиненні постачання кисню до організму (ядуха, втоплення, здавлювання грудної клітки вагою);
4. неспроможності крові збагачуватися киснем (отруєння, порушення обміну речовин, наприклад при цукровому діабеті, гарячці);
5. переохолодженні або перегріванні (охолодження, тепловий удар, гіпертермія при ряді захворювань).

#### Ознаки життя
Ознаками життя є:
1. наявність серцебиття. Серцебиття визначають рукою або вухом у ділянці грудини.
2. наявність пульсу на артеріях. Пульс визначають на шиї (сонна артерія), у ділянці променевозап'ясткового суглоба (променева артерія), паху (стегнова артерія);
3. наявність дихання. Дихання визначають за рухами грудної клітки та живота, зволоженням дзеркала, яке прикладають до носа та рота постраждалого, рухами шматочка вати або бинта, які підносять до носових отворів;
4. наявність реакції зіниць на світло. Якщо освітити око пучком світла (наприклад, ліхтариком), то спостерігається звуження зіниць — позитивна реакція зіниці. При денному освітленні цю реакцію можна перевірити так: на деякий час закривають око рукою, потім швидко відводять руку убік, при цьому буде помітно звуження зіниці.

Наявність ознак життя сигналізує про необхідність негайного проведення заходів з оживлення.
Слід пам'ятати, що відсутність серцебиття, пульсу, дихання та реакції зіниць на світло не є свідченням того, що постраждалий помер. Такий комплекс симптомів може спостерігатися й при клінічній смерті, при якій необхідно надати постраждалому допомогу у повному обсязі.

#### Ознаки смерті
Єдиною достовірною ознакою смерті є поява трупних плям. Особи, що не є лікарями не можуть констатувати смерть. Констатація смерті здійснюється консиліумом лікарів у закладі охорони здоров'я, в якому знаходиться пацієнт

### Підготовка до транспортування

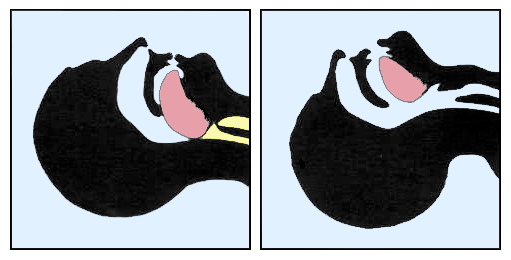
У випадку западання язика необхідно закинути голову назад та підняти підборіддя, щоб звільнити дихальні шляхи, піднявши язик.

Оцінивши стан постраждалого (хворого), розпочинають надання першої допомоги, характер якої залежить від характеру травмування, ступеню пошкодження та стан постраждалого.
При наданні першої допомоги важливо не тільки знати її методи, але й вміти поводитися правильно із постраждалим, щоб не спричинити йому додаткового травмування.
Для зупинки кровотечі, накладання пов'язки на рану, закриття опікової поверхні при термічних опіках та обробки шкіри при хімічних опіках та ін. виникає необхідність зняти з постраждалого одяг.
Необхідно вміти правильно зняти одяг з постраждалого. При пошкодженні верхніх кінцівок одяг знімають спочатку зі здорової руки. Потім, притримуючи пошкоджену руку, обережно стягуючи рукав, знімають з неї одяг. Якщо постраждалий лежить на спині та посадити його неможливо, то одяг з верхньої половини тулуба та рук знімають у такій послідовності:
- Обережно витягають задню частину сорочки (сукня, пальто та ін.) до шиї та через голову переводять на груди, потім витягують із рукава здорову руку.
- У останню чергу вивільняють ушкоджену руку, стягуючи (не вивертаючи) з одягу за рукав.
- З нижньої частини тіла одяг знімають у аналогічній послідовності.

При сильних кровотечах та тяжких опіках одяг не знімають, а розрізають.
Необхідно знати, що при пораненнях, переломах, опіках усі різкі рухи, переміщення, перевертання постраждалого, особливо за зламані або вивихнуті кінцівки, різко посилюють біль, що може значно погіршити стан, викликати шок, зупинку серця, дихання. Тому піднімати ушкоджену кінцівку або постраждалого слід обережно, підтримуючи знизу ушкоджені частини тіла.

### Іммобілізація
Найчастішим та основним прийомом першої медичної допомоги є іммобілізація — забезпечення нерухомості ушкодженої частини тіла. Іммобілізація сприяє заспокоєнню болю та є протишоковим засобом, особливо при переломах кісток та суглобів, попереджує зміщення країв рани та слугує захисним засобом від проникнення інфекції до рани. Іммобілізація втримує уламки кісток у стиканні одне з одним, що значно полегшує подальше хірургічне лікування. Найшвидшому загоєнню перелому сприяє правильна іммобілізація на період транспортування постраждалого у стаціонар.
Іммобілізація зменшує небезпеку розвитку ускладнень  (інтерпозиції тканин) — ушкодження гострими уламками кісток, кровоносних судин, нервів, м'язів.

#### Транспортні шини
Увага! Швидка викликається в першу чергу за номером 103 (безкоштовно з будь-якого номера на території України)! Транспортна іммобілізація проводиться з використанням спеціальних предметів, які називаються шинами, що закріплюються до ушкодженої ділянки тіла бинтами, ременями, лямками та ін.
Існують різноманітні шини фабричного виготовлення (так звані стандартні): дерев'яні, дротяні, сітчасті, пластмасові (пневмо, вакуумні, інш.). У останній час почали застосовувати пневматичні шини, які виготовляють з гуми та пластмаси. Усі машини швидкої допомоги оснащені стандартними транспортними шинами. Вони повинні бути і в наборах першої допомоги у медпунктах, амбулаторіях, аптеках[джерело?].
При відсутності стандартних шин іммобілізацію слід проводити за допомогою імпровізованих шин, виготовлених з підручного твердого матеріалу: дошки, лижі, палиці, рушниці, парасольки тощо.
При переламаному стегні найкращою транспортною шиною є шина Дітеріхса, яка добре іммобілізує гомілковий, колінний та кульшовий суглоби. Шина складається з двох дерев'яних шин, довжину яких можна легко змінити, та дерев'яної підошви із закруткою. Цю шину накладають на одяг та прибинтовують дерев'яну підошву до хворої ноги (взуття не знімають). Відповідно до росту постраждалого підганяють довжину шини: зовнішня частина шини (довша) повинна упиратися у пахву, а інший кінець повинен виходити на 12-15 см за підошву; внутрішня частина шини (коротка) милицею повинна упиратися у промежину та також виходити за підошву на 12-15 см. Бокові шини проводять спочатку через петлі дерев'яної підошви, потім встановлюють у пахву та пахову ділянку. За дерев'яною підошвою половинки шини з'єднують шарнірною дощечкою. Усю шину фіксують до грудей, живота, стегна та гомілки лямками, турами бинта та ін. Від дерев'яної підошви до з'єднувальної планки милиць проводять міцний подвійний шнур, закручуючи який, створюють деяке витягнення кінцівки.
З інших готових транспортних шин найбільш розповсюджена дротяна драбинчаста шина Крамера. Довжина шини 1 м, ширина 10-15 см. Шині може бути надана будь-яка форма; якщо потрібно шина більшої довжини, скріплюють 2-3 шини. Для іммобілізації передпліччя, кисті, стопи застосовують сітчасту шину, зроблену з м'якого тонкого дроту, що дозволяє надавати їй будь-яку форму. Сітчасту шину часто використовують як додаткову до інших шин. Окрім цих шин, існують набори готових пластмасових, фанерних та картонних шин, лубків. Вони менш зручні ніж дротяні, але також можуть застосовуватися при іммобілізації передпліччя та кисті. Для попередження травмування тканин іммобілізованих частин тіла дротяні шини перед їхнім фіксуванням бажано зсередини викласти ватою.
Особливо зручні пневматичні шини, що являють собою двохстінкову камеру. Внутрішня стінка гумова, легко приймає форму кінцівок, а зовнішня — з твердих пластмас. На сучасному етапі застосовують універсальну пластикову основу для обох стінок, це дешевше і зручніше в експлуатації. Після накачування повітря кінцівка надійно іммобілізується.

### Транспортування постраждалих
Найважливішим завданням першої допомоги є організація швидкого та правильного транспортування (доставки) хворого або постраждалого у лікувальний заклад. Транспортування повинне бути швидким, безпечним, щадним. Завдання болю під час транспортування сприяє розвиненню ускладнень: порушенню діяльності серця, легенів, шоку. Вибір способу транспортування залежить від стану постраждалого, характеру травми або захворювання та можливостей тих, хто надає першу допомогу.

#### Швидка медична допомога
У містах та крупних населених пунктах транспортування постраждалого у лікувальний заклад найкраще проводити через станцію швидкої допомоги, яка за першим сигналом (виклик телефоном, через посильного, міліцейський пост та ін.) висилає на місце пригоди спеціально оснащену санітарну машину. Це, як правило, легковий автомобіль або мікроавтобус, в якому є місця для сидіння та місце для ношів. Ноші легко висуваються через люк у задній частині кузова. Їх встановлюють на висувну каретку з роликами, що забезпечують легке ковзання її за напрямними рейками, та спеціальними ресорами для зменшення тряски.

#### Ноші (носилки)
При відсутності якого-небудь транспорту слід нести постраждалого до лікарського закладу у ношах, імпровізованих носилках, за допомогою лямки або на руках.
Медичні ноші забезпечують найспокійніше положення постраждалому, полегшують завантаження у транспорт, вивантаження та перекладання на ліжко, візки-каталки або операційний стіл. Переносити на ношах можуть 2-4 людини.
Положення хворого на ношах визначається характером ушкодження або захворювання. Перш ніж вкласти хворого, слід за допомогою подушки, ковдри, одягу тощо, надати поверхні ношів форму, необхідну для створення хворому зручного для транспортування положення. Вкладання на ноші здійснюють наступним чином. Ноші встановлюють поруч з постраждалим збоку пошкодження (при травмуванні хребта з будь-якого боку). Дві-три людини зі здорового боку стають на коліно, обережно підкладають руки під постраждалого та одночасно піднімають його. У цей час третя або четверта людина кладе підготовлені ноші під постраждалого, а ті, хто піднімає, обережно вкладають його на ноші, усю увагу надаючи ушкодженій частині тіла. У траншеї, вузькому проході ноші під постраждалого можна підкласти з боку голови або ніг. При транспортуванні у холодну пору року хворого необхідно тепло вкрити.
Перенесення на ношах повинна здійснюватися за умови виконання декількох правил. При русі рівною поверхнею хворих слід нести ногами вперед. Якщо хворий знаходиться у дуже тяжкому стані (непритомність, велика крововтрата тощо), то його потрібно нести вперед головою. Це необхідно для того, щоби людина, що йде ззаду, мала змогу бачити обличчя постраждалого, помітити погіршення стану та, припинивши транспортування, надати допомогу. Носильники не повинні йти в ногу; пересуватися потрібно неквапливо, короткими кроками, при можливості уникати нерівних поверхонь. Вищий носильник повинен нести нижній кінець ношів.
При підйомі угору, сходами, хворого потрібно нести головою уперед, а при спуску — головою назад. Хворих з переламаними кістками нижніх кінцівок при підйомі краще нести вперед ногами, а при спуску — навпаки. Під час спуску та підйому ноші повинні бути завжди у горизонтальному положенні. Це легко досягається такими простими прийомами: при підйомі людина, що йде позаду, піднімає ноші до рівня своїх плечей, а при спуску це повинна зробити людина, що йде попереду.
При відсутності спеціальних ношів їх можна виготовити з підручних засобів (жердини, дошки, пальта, ковдри, мішка тощо). Такі імпровізовані ноші обов'язково повинні бути міцними, спроможними втримати вагу тіла. При перенесенні на жорстких імпровізованих ношах під хворого необхідно підкласти щось м'яке (сіно, одяг, трава тощо). Носилкову лямку можна зробити з 2-3 ременів, шматка брезенту, простирадла, рушників, товстої мотузки та ін.

#### Носилкові лямки
Перенесення хворих на великі відстані значно полегшується застосуванням лямок, які зменшують навантаження на кисті рук. Носилкова лямка — це брезентовий ремінь довжиною 3,5 м, завширшки 6,5 см, який має на одному кінці міцну металеву пряжку для з'єднання з іншим кінцем. Для перенесення ношів з лямки роблять петлю у вигляді вісімки та підганяють її під зріст носильника. Довжина петлі повинна дорівнювати відстані витягнутих у боки рук. Петлю надягають на плечі так, щоби її перехрест був на спині, а петлі, що звисають з боків, — на рівні кистей, опущених рук. У ці петлі просовують ручки ношів. Носильник, що йде попереду, береться за ручки ношів попереду лямки, а що йде позаду — позаду лямок.

#### Перенесення на руках
Першу допомогу доводиться надавати і в таких умовах, коли немає будь-яких підручних засобів або немає часу для виготовлення імпровізованих ношів. У цих випадках хворого необхідно перенести на руках. Одна людина може нести хворого на руках, на спині, на плечі. Перенесення способом «на руках попереду» та «на плечі» застосовують у випадках, якщо постраждалий дуже слабкий або непритомний.
Якщо хворий у змозі триматися, то зручніше переносити його на спині. Ці способи потребують фізичної сили та застосовуються при перенесенні на невеликі відстані. На руках значно легше переносити двом носильникам. Постраждалого, що знаходиться у непритомному стані, найзручніше переносити способом «один за одним». Якщо хворий притомний та може самостійно триматися, то легше переносити його на «замці» з 3 або 4 рук. Значно полегшує перенесення на руках носилкова лямка.
У ряді випадків хворий може подолати коротку відстань самотужки зі сторонньою допомогою. Супроводжуючий закидає собі на шию руку постраждалого та притримує його однією рукою, а іншою обхоплює хворого за поперек та груди. При пересуванні постраждалий вільною рукою може спиратися на палицю.
При неможливості самостійного пересування постраждалого та відсутності помічників можливе транспортування волоком на брезенті та плащ-наметі.

#### Положення постраждалого (хворого) при транспортуванні
Для попередження ускладнень під час транспортування постраждалого слід перевозити у певному положенні відповідно до виду травми. Дуже часто правильне положення рятує життя пораненого та, як правило, сприяє найшвидшому одужанню.
Найчастіше постраждалих транспортують у лежачому положенні з декількома варіантами, що залежить від характеру травми або захворювання. Транспортують поранених у лежачому положенні на спині, на спині із зігнутими колінами, на спині з опущеною головою та припіднятими нижніми кінцівками, на животі, на боку у фіксовано-стабілізованому положенні.
У лежачому положенні на спині транспортують постраждалих з пораненням голови, пошкодженнями черепа та головного мозку, хребта та спинного мозку, переламаними кістками таза та нижніх кінцівок. У цьому ж положенні необхідно транспортувати усіх хворих, в яких травма супроводжується розвитком шоку, значною крововтратою або непритомністю, навіть короткочасною, хворих з гострими хірургічними захворюваннями та пошкодженнями органів черевної порожнини (апендицит, защемлення грижі, проривна виразка тощо).
Постраждалих та хворих, що знаходяться у непритомності, транспортують у лежачому положенні на животі, з підкладеними під лоба та груди валиками. Таке положення необхідне для попередження асфіксії. Значну частину хворих можна транспортувати у сидячому положенні, а деяких тільки у сидячому та напівсидячому положенні.
При транспортуванні у холодну пору року потрібно прийняти заходи для попередження охолодження постраждалого. Особливу увагу у цьому відношенні потребують поранені з накладеними артеріальними джгутами, постраждалі, що знаходяться у непритомному та у шоковому стані, з обмороженнями.
У період транспортування необхідно проводити постійний нагляд за хворим, слідкувати за диханням, пульсом, зробити все, щоби при блювоті не виникла аспірація блювотиння у дихальні шляхи.
Дуже важливо, щоби людина, що надає першу допомогу своєю поведінкою, діями, розмовами заспокоював психіку хворого, надавав впевненості у тому, що все добре закінчиться.

#### Принципи черговості транспортування при масових травмах
Масові травми виникають при землетрусах, автокатастрофах, залізничних аваріях, пожежах, вибухах. Успішне надання першої медичної допомоги у цих випадках залежить від організованості та порядку. Перш за все необхідно визначити, кому у першу чергу потрібна медична допомога.
Порядок надання її повинен бути наступним: спочатку допомогу надають тим, хто задихається, потім пораненим з проникаючими пораненнями грудної та черевної порожнин, далі — пораненим зі значними кровотечами з ран, потім постраждалим, що знаходяться у непритомному стані, потім постраждалим зі значними переломами та у останню чергу — особам з невеликими пораненнями та переломами.
Постраждалих розподіляють на групи за послідовністю транспортування у залежності від тяжкості пошкоджень.
- До групи тих, кого транспортують у першу чергу, входять: поранені з проникаючими пораненнями грудної та черевної порожнини, що перебувають у непритомному або шоковому стані, з пораненнями черепа, поранені з внутрішніми кровотечами, ампутованими кінцівками, відкритими переломами, опіками.
- Група другої черги: постраждалі з закритими переломами кінцівок, поранені зі значними, але зупиненими зовнішніми кровотечами.
- Група третьої черги: поранені з незначними кровотечами, переломами невеликих кісток, забиттям.

У кожній з цих груп дітей молодшого віку необхідно евакуювати у першу чергу та, якщо дозволяють обставини, разом з матір'ю (батьком).

## Всесвітній день надання першої медичної допомоги
За ініціативою активістів Міжнародного руху Червоного Хреста і Червоного Півмісяця, щороку у другу суботу вересня в багатьох країнах відзначається Всесвітній день надання першої медичної допомоги (World First Aid Day[джерело?]). Тема World First Aid Day 2021: «Надання першої допомоги у школі».[джерело?]

### Журнали
- Emergency Care Journal
- Pediatric Emergency Care
- Prehospital Emergency Care
- Australasian Emergency Care